# Cantonul Louviers-Nord
Cantonul Louviers-Nord este un canton din arondismentul Les Andelys, departamentul Eure, regiunea Haute-Normandie, Franța.

## Comune
| Comune                             | Populație (1999) | Cod poștal | Cod INSEE |
| ---------------------------------- | ---------------- | ---------- | --------- |
| Andé                               | 1 080            | 27430      | 27015     |
| Heudebouville                      | 809              | 27400      | 27332     |
| Incarville                         | 1 334            | 27400      | 27351     |
| Louviers (fraction cantonale Nord) | 8 836            | 27400      | 27375     |
| Saint-Étienne-du-Vauvray           | 711              | 27430      | 27537     |
| Saint-Pierre-du-Vauvray            | 1 345            | 27430      | 27598     |
| Vironvay                           | 306              | 27400      | 27697     |